# Campionati mondiali di volo con gli sci 2018
I Campionati mondiali di volo con gli sci 2018, venticinquesima edizione della manifestazione, si sono svolti dal 19 al 21 gennaio a Oberstdorf, in Germania, e hanno contemplato esclusivamente gare maschili. Sono stati assegnati due titoli, uno individuale e uno a squadre.

## Risultati

### Individuale
| Pos. | Atleta               | Nazione  | Punteggio |
| ---- | -------------------- | -------- | --------- |
| 1    | Daniel-André Tande   | Norvegia | 651,9     |
| 2    | Kamil Stoch          | Polonia  | 638,6     |
| 3    | Richard Freitag      | Germania | 627,6     |
| 4    | Stefan Kraft         | Austria  | 608,4     |
| 5    | Andreas Stjernen     | Norvegia | 606,9     |
| 6    | Peter Prevc          | Slovenia | 600,1     |
| 7    | Andreas Wellinger    | Germania | 599,7     |
| 8    | Johann André Forfang | Norvegia | 599,2     |
| 9    | Robert Johansson     | Norvegia | 599,0     |
| 10   | Dawid Kubacki        | Polonia  | 589,8     |

Data: 20 gennaio

Ore: 16.00 (UTC+1)

Trampolino: Heini Klopfer HS235

### Gara a squadre
| Pos. | Nazione   | Atleti                                                                    | Punteggio |
| ---- | --------- | ------------------------------------------------------------------------- | --------- |
| 1    | Norvegia  | Robert Johansson Andreas Stjernen Johann André Forfang Daniel-André Tande | 1662,2    |
| 2    | Slovenia  | Jernej Damjan Anže Semenič Domen Prevc Peter Prevc                        | 1615,8    |
| 3    | Polonia   | Piotr Żyła Stefan Hula Dawid Kubacki Kamil Stoch                          | 1592,1    |
| 4    | Germania  | Andreas Wellinger Stephan Leyhe Markus Eisenbichler Richard Freitag       | 1581,2    |
| 5    | Austria   | Clemens Aigner Manuel Poppinger Michael Hayböck Stefan Kraft              | 1488,8    |
| 6    | Svizzera  | Andreas Schuler Killian Peier Gregor Deschwanden Simon Ammann             | 1350,6    |
| 7    | Russia    | Aleksej Romašov Michail Nazarov Denis Kornilov Dmitrij Vasil'ev           | 1283,2    |
| 8    | Finlandia | Antti Aalto Jarkko Määttä Eetu Nousiainen Janne Ahonen                    | 1262,2    |

Data: 21 gennaio

Ore: 16.00 (UTC+1)

Trampolino: Heini Klopfer HS235

## Medagliere per nazioni
| Pos. | Nazione  | Oro | Argento | Bronzo | Totale |
| ---- | -------- | --- | ------- | ------ | ------ |
| 1    | Norvegia | 2   | 0       | 0      | 2      |
| 2    | Polonia  | 0   | 1       | 1      | 2      |
| 3    | Slovenia | 0   | 1       | 0      | 1      |
| 4    | Germania | 0   | 0       | 1      | 1      |